# Yolhesman Crisbelles
Yolhesman Crisbelles é um dístico criado pelo poeta Albino Pinheiro em 1965 e utilizado na faixa de abertura do bloco de carnaval Banda de Ipanema. Foi inspirado em um pregador evangélico que atuava nos arredores da Central do Brasil, que segundo ele seria o nome do anjo que anunciará o Juízo Final. Durante o regime militar, agentes das Forças Armadas acreditavam que o nome Yolhesman Crisbelles significasse algo contra o regime. Entretanto, o nome não tem significado. Atualmente o nome é utilizado pelo colunista Augusto Nunes do Jornal do Brasil no Troféu Yolhesman Crisbelles, dedicado a frases ou acontecimentos absurdos ou sem sentido.